# Celestin Stoy
Celestin Stoy (též Coelestinus; 8. ledna 1700 Rakovník – 27. září 1748 Plasy) byl v letech 1738–1748 opat cisterciáckého kláštera v Plasích.
Po studiích na pražském Bernardinu prošel plaským noviciátem pod vedením P. Alexandra Bouchala. Po pražských studiích filosofie a teologie dále působil na koleji v letech 1724–1728. Dne 18. září 1730 byl jmenován podpřevorem a roku 1738 zvolen plaským opatem.
Ve stavební činnosti se věnoval nákladně započatým realizacím svého předchůdce, přímo v klášteře je mu připisováno dokončení konventu a stavba horního hospodářského dvora s věží sv. Floriána.
| Opati plaského kláštera | Opati plaského kláštera | Opati plaského kláštera    |
| ----------------------- | ----------------------- | -------------------------- |
| Předchůdce: Evžen Tyttl | 1738–1748 Celestin Stoy | Nástupce: Silvester Hetzer |